# Catherine Coleman
Catherine Grace „Cady” Coleman (ur. 14 grudnia 1960 w Charleston) – amerykańska chemik, była oficer Sił Powietrznych Stanów Zjednoczonych oraz była astronautka NASA. Uczestniczka dwóch misji wahadłowców kosmicznych oraz ekspedycji na Międzynarodowej Stacji Kosmicznej.

## Wykształcenie i służba wojskowa
Coleman ukończyła WT Woodson High School w Fairfax w stanie Wirginia w roku 1978. W latach 1979–1980 była na wymianie studenckiej w Røyken w Norwegii w ramach AFS Intercultural Programs. Otrzymała tytuł licencjata w dziedzinie chemii w Massachusetts Institute of Technology w 1983 roku. Po ukończeniu nauki Coleman wstąpiła do Sił Powietrznych Stanów Zjednoczonych w stopniu podporucznika. Kontynuowała studia z polimerów i inżynierii chemicznej na University of Massachusetts Amherst, tytuł doktora otrzymała w 1991 roku. W 1988 roku podjęła czynną służbę w bazie lotniczej Wright-Patterson Air Force Base jako chemik. Podczas swojej pracy jako konsultant uczestniczyła w analizach powierzchni w NASA Long Duration Exposure Facility. Pracę w Siłach Powietrznych zakończyła w listopadzie 2009 roku.

## Kariera astronauty i praca w NASA

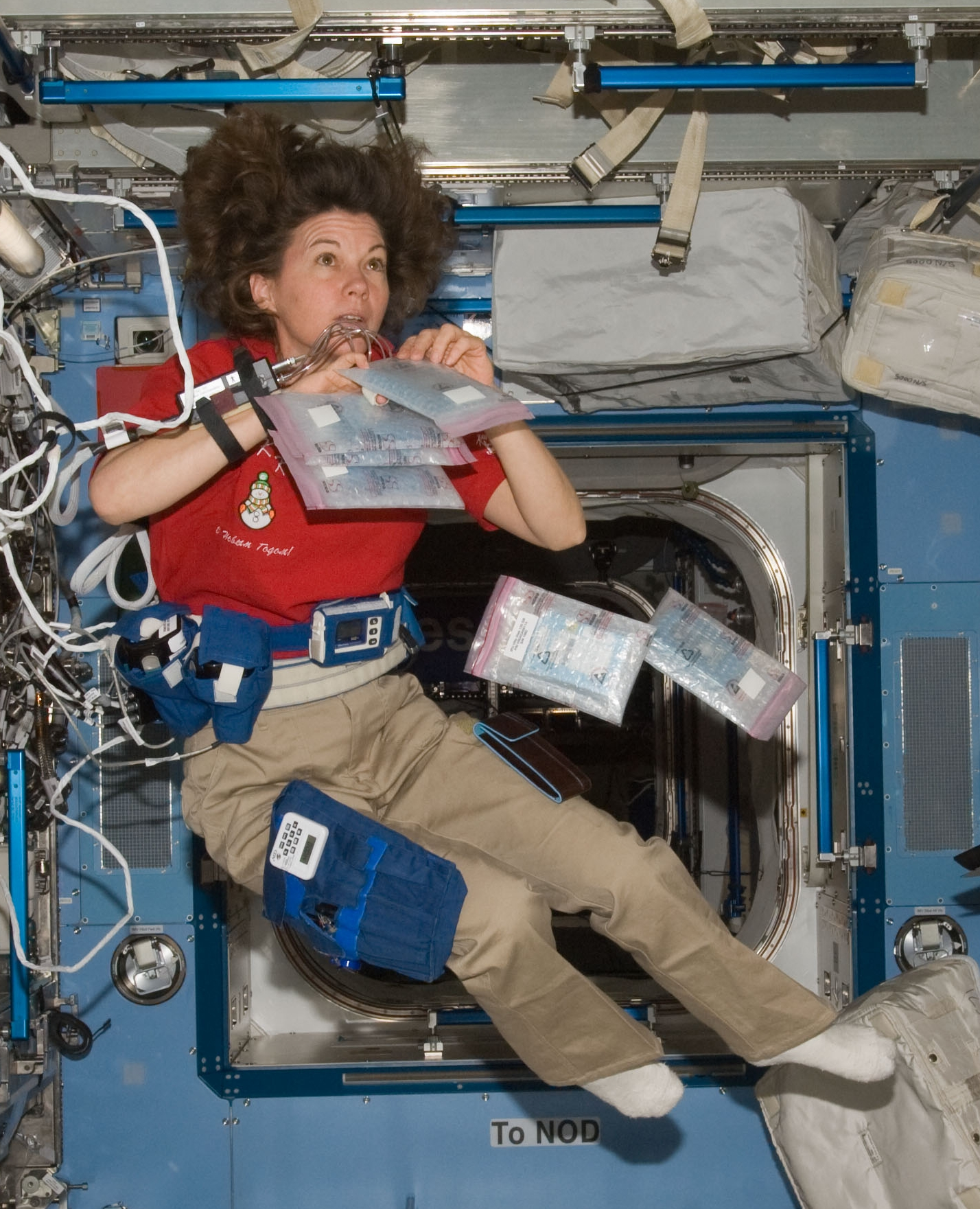
Coleman na stacji ISS (2011)

W 1992 roku Coleman została zakwalifikowana do 14 grupy astronautów NASA (NASA 14). W 1995 roku była członkiem załogi STS-73. Przygotowywała się także do misji STS-83 w miejsce Donalda A. Thomasa, jednakże wyzdrowiał on na czas, więc nie wzięła udziału w misji.
W 1999 roku drugim lotem kosmicznym Coleman był lot STS-93. Była specjalistką misji zajmującej się umiejscowieniem Teleskopu kosmicznego Chandra i Inertial Upper Stage na orbicie.

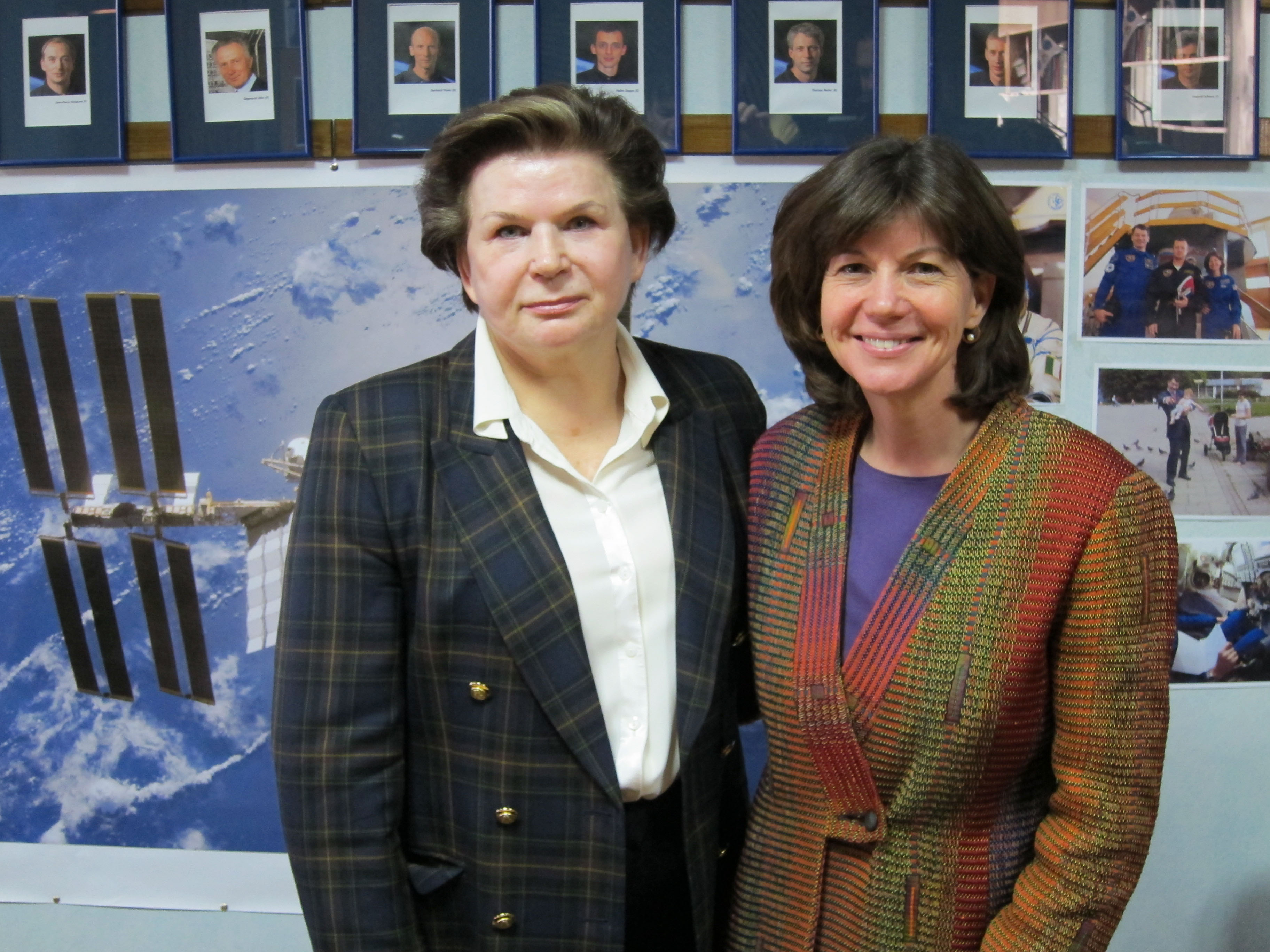
Catherine Coleman (z prawej) i Walentina Tierieszkowa w Centrum Wyszkolenia Kosmonautów im. J. Gagarina w grudniu 2010

Coleman została wyznaczona jako rezerwowy członek załogi Ekspedycji 19, 20 i 21 na Międzynarodową Stację Kosmiczną (ISS). Była członkiem załogi rezerwowej Ekspedycji 24 i 25 w ramach jej szkolenia do Ekspedycji 26.
Coleman wystartowała 15 grudnia 2010 roku o 19:09 UTC statkiem Sojuz TMA-20, aby dołączyć do misji Ekspedycji 26 na pokładzie Międzynarodowej Stacji Kosmicznej. Podczas wymiany załogi w marcu 2011 pozostała na pokładzie ISS i weszła w skład Ekspedycji 27. Na stacji orbitalnej spędziła w sumie 159 dni i wróciła na Ziemię 24 maja 2011 roku.
1 grudnia 2016 opuściła NASA.
Stowarzyszenie Uczestników Lotów Kosmicznych (Association of Space Explorers) przyznało jej Universal Astronaut Insignia za lot orbitalny (nr 333).

## Życie prywatne
Wyszła za mąż za Josha Simpsona. Mają jedno dziecko.

## Wykaz lotów
| Nr                                                                       | Data startu          | Statek kosmiczny     | Data lądowania   | Statek kosmiczny     | Funkcja                                              | Czas trwania                           |
| ------------------------------------------------------------------------ | -------------------- | -------------------- | ---------------- | -------------------- | ---------------------------------------------------- | -------------------------------------- |
| 1                                                                        | 20 października 1995 | STS-73 Columbia F-18 | 5 listopada 1995 | STS-73 Columbia F-18 | specjalista misji (MS-1)                             | 15 dni 21 godzin 52 minuty i 21 sekund |
| 2                                                                        | 23 lipca 1999        | STS-93 Columbia F-26 | 28 lipca 1999    | STS-93 Columbia F-26 | specjalista misji (MS-1)                             | 4 dni 22 godziny 49 minut i 34 sekundy |
| 3                                                                        | 15 grudnia 2010      | Sojuz TMA-20         | 24 maja 2011     | Sojuz TMA-20         | inżynier pokładowy Sojuza i ISS (Ekspedycja 26 i 27) | 159 dni 7 godzin 17 minut i 15 sekund  |
| Łączny czas spędzony w kosmosie – 180 dni 3 godziny 59 minut i 10 sekund |                      |                      |                  |                      |                                                      |                                        |